# Рогачиха
Рогачи́ха (рос. Рогачиха) — присілок у складі Верховазького району Вологодської області, Росія. Входить до складу Верховазького сільського поселення.

## Населення
Населення — 12 осіб (2010; 23 у 2002).
Національний склад (станом на 2002 рік):
- росіяни — 83 %